# Лене
Лене (нім. Löhne) — місто в Німеччині, знаходиться в землі Північний Рейн-Вестфалія. Підпорядковується адміністративному округу Детмольд. Входить до складу району Герфорд.
Площа — 59,41 км2. Населення становить 39 871 ос. (станом на 31 грудня 2020).

## Географії

### Сусідні міста та громади
Лене межує з 6 містами / громадами:
- Гюлльгорст
- Бад-Ейнгаузен
- Флото
- Герфорд
- Гідденгаузен
- Кірхленгерн

### Адміністративний поділ
Місто  складається з 5 районів:
- Гофельд
- Лене
- Меннігюффен
- Обернбек
- Уленбург